# Victoria von Eynatten
Victoria von Eynatten (ur. 6 października 1991) – niemiecka lekkoatletka, tyczkarka.

## Osiągnięcia
| Rok  | Impreza                     | Miejsce | Pozycja    | Wynik |
| ---- | --------------------------- | ------- | ---------- | ----- |
| 2010 | Mistrzostwa świata juniorów | Moncton | 2. miejsce | 4,20  |

Medalistka mistrzostw Niemiec w juniorskich kategoriach wiekowych.

## Rekordy życiowe
- Skok o tyczce (stadion) – 4,30 (2011)
- Skok o tyczce (hala) – 4,51 (2015)